# ICC Commercial Crime Services
ICC Commercial Crime Services (CCS) er en anti-kriminel organisation/ afdeling, i den internationale organisation International Chamber of Commerce.
Organisationens formål er bekæmpelse af handelsmæssig kriminalitet, gennem tre bureauer samt et globalt netværk. 
Hjemhørende i Storbritannien.

## Bureauer
Bureauerne, som er tilknyttet organisationen:
- International Maritime Bureau (IMB) – bekæmpelse af maritime svindel.
  - IMB Piracy Reporting Centre – rapporteringsenhed for pirateri.
- Financial Investigation Bureau (FIB) – bekæmpelse af finansiel svindel og hvidvaskning af økonomiske midler.
- Counterfeiting Intelligence Bureau (CIB) – bekæmpelse af import af kopivarer i handelsmæssig sammenhæng.

### Netværk
- FraudNet – globalt netværk bestående af advokatfirmaer.

## Ekstern henvisning og kilde
- CCS’s hjemmeside (engelsk) Arkiveret 18. februar 2012 hos  Wayback Machine